# Sandhausen
Sandhausen (phát âm tiếng Đức: [zantˈhaʊ̯zn̩]) là một đô thị thuộc huyện Rhein-Neckar-Kreis, bang Baden-Württemberg, Đức. Nơi đây nằm cách Heidelberg 7 km (4,3 mi) về phía nam.

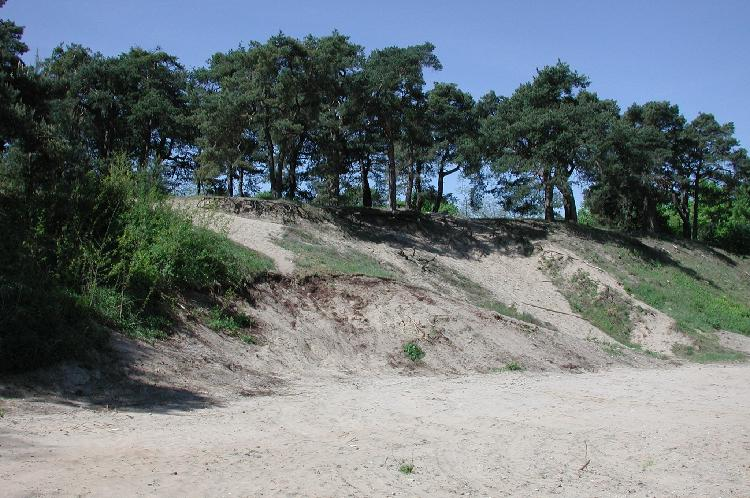
Cồn cát ở Sandhausen